# Ygor Nogueira de Paula
Ygor Nogueira De Paula  (27 maart 1995) is een Braziliaanse voetballer die onder contract staat bij AA Gent. Gent leent hem voor een jaar van Fluminense FC. 

## Carrière

### AA Gent
Nogueira de Paula kwam op de 1 september bij AA Gent terecht. Hij werd gehaald als extra centrale verdediger na het uitvallen van Ante Puljic. Gent huurt hem van Fluminense, maar heeft ook een aankoopoptie. Nogueira maakte zijn debuut voor Gent in de 1/16 finales van de Beker van België tegen vierdeklasser UR Namen. Gent won de match met 1-3 cijfers.
Na slechts een halfjaar keerde Nogeuira terug naar Brazilië. 

### Statistieken
| Seizoen         | Club            | Land              | Competitie            | Competitie | Competitie | Beker | Beker | Internationaal | Internationaal | Totaal | Totaal |
| Seizoen         | Club            | Land              | Competitie            | Wed.       | Dlp.       | Wed.  | Dlp.  | Wed.           | Dlp.           | Wed.   | Dlp.   |
| --------------- | --------------- | ----------------- | --------------------- | ---------- | ---------- | ----- | ----- | -------------- | -------------- | ------ | ------ |
| 2014/15         | AA Gent         | Vlag van België   | Jupiler Pro League    | 0          | 0          | 1     | 0     | 0              | 0              | 1      | 0      |
| 2014/15         | Fluminense FC   | Vlag van Brazilië | Campeonato Brasileiro | 0          | 0          | 0     | 0     | 0              | 0              | 0      | 0      |
| Carrière totaal | Carrière totaal | Carrière totaal   | Carrière totaal       | 0          | 0          | 1     | 0     | 0              | 0              | 1      | 0      |